# Князевка (Аургазинский район)
Князевка (баш. Князевка) —  деревня в Батыровском сельсовете Аургазинского района Республики Башкортостан России.

## Население
| 2002 | 2009 | 2010 |
| ---- | ---- | ---- |
| 31   | ↘27  | ↗28  |

Согласно переписи 2002 года, преобладающая национальность — чуваши (94 %).

## Географическое положение
Расстояние до:
- районного центра (Толбазы): 15 км,
- центра сельсовета (Куезбашево): 3 км,
- ближайшей железнодорожной станции (Белое Озеро): 14 км.